# Borolia mediofusca
Borolia mediofusca är en fjärilsart som beskrevs av Embrik Strand 1922. Borolia mediofusca ingår i släktet Borolia och familjen nattflyn. Inga underarter finns listade i Catalogue of Life.